# Melitaea didyma
Melitaea didyma là một loài bướm ngày thuộc họ Nymphalidae. Loài này được tìm thấy chủ yếu ở Nam và Trung bộ châu Âu.

## Miêu tả
Sải cánh dài 35–50 mm. Chúng bay từ tháng 4 đến tháng 9 tùy theo địa điểm.

## Sinh học
Ấu trùng ăn nhiều loài cây khác nhau, bao gồm Linaria, Plantago lanceolata, Veronica, Centaurea jacea và Digitalis purpurea.

## Hình ảnh

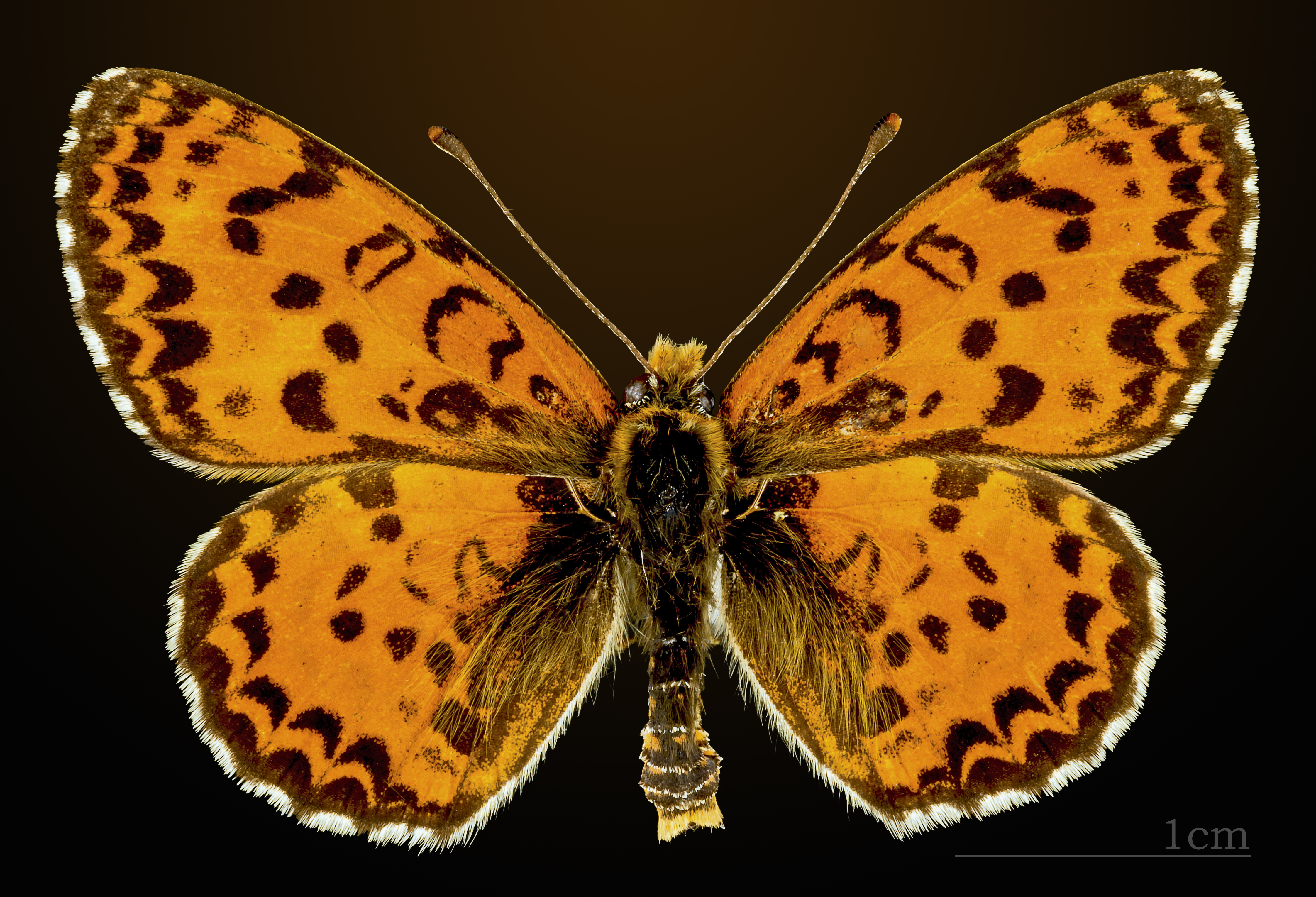
♂
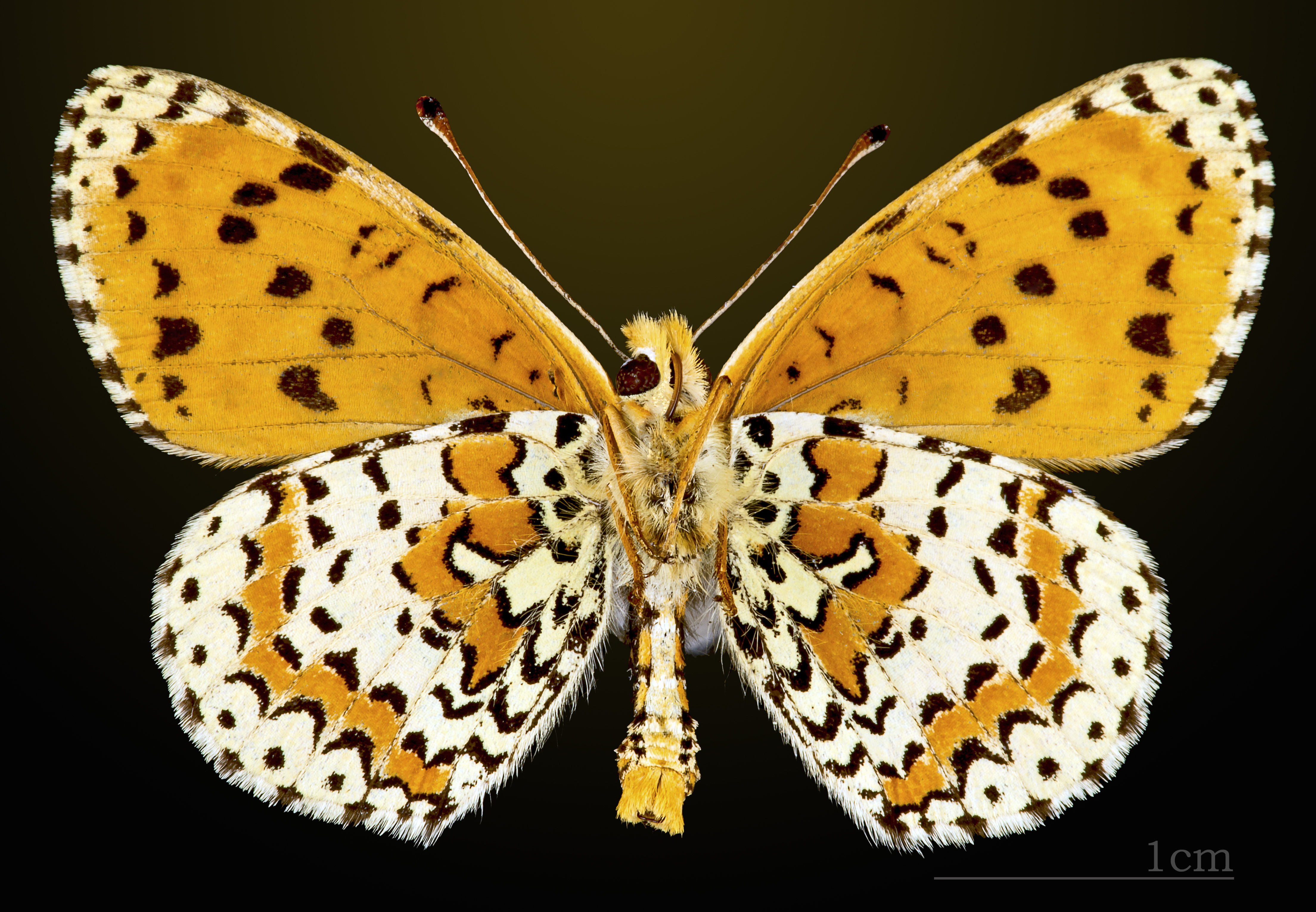
♂ △
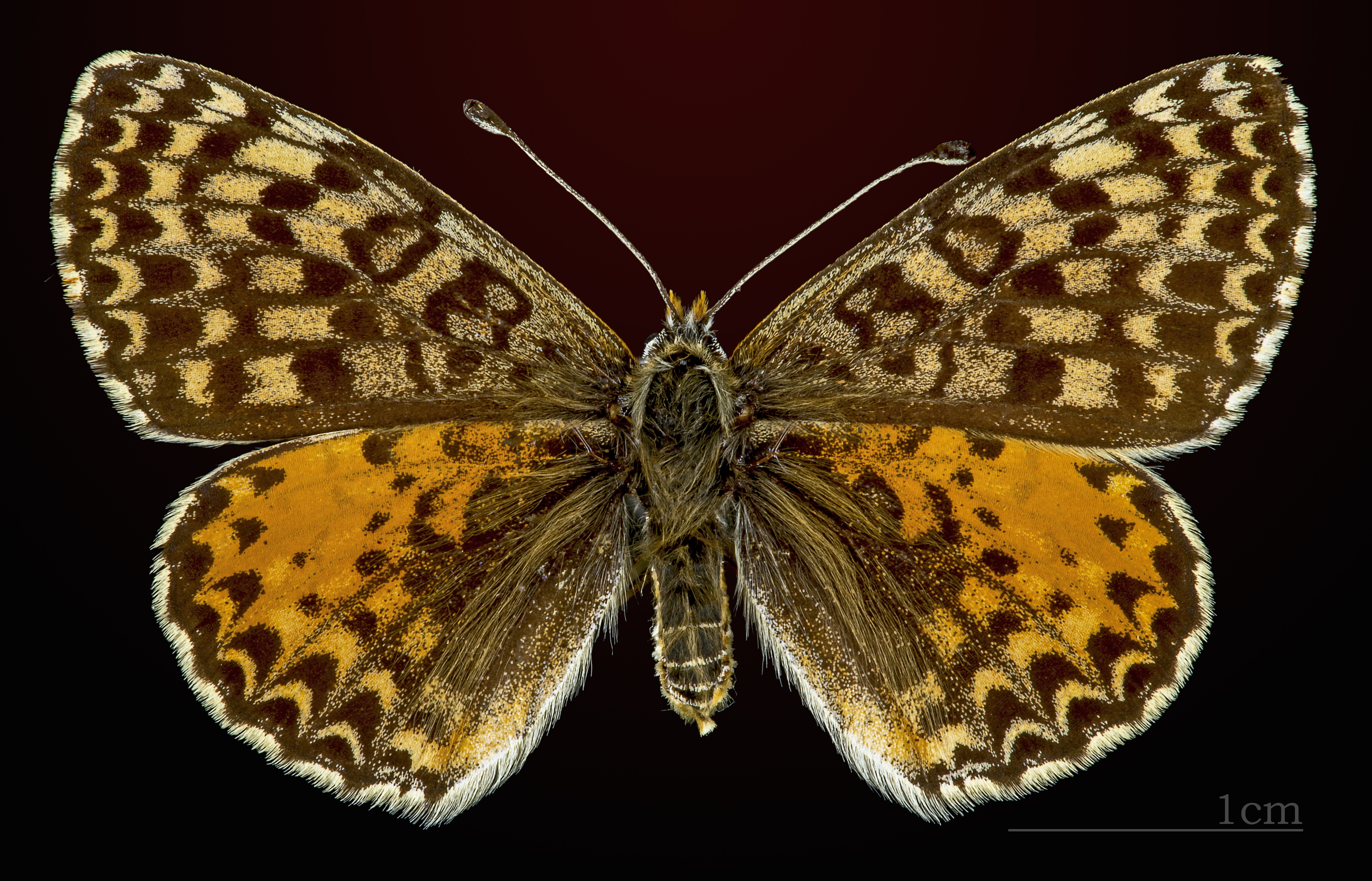
♀
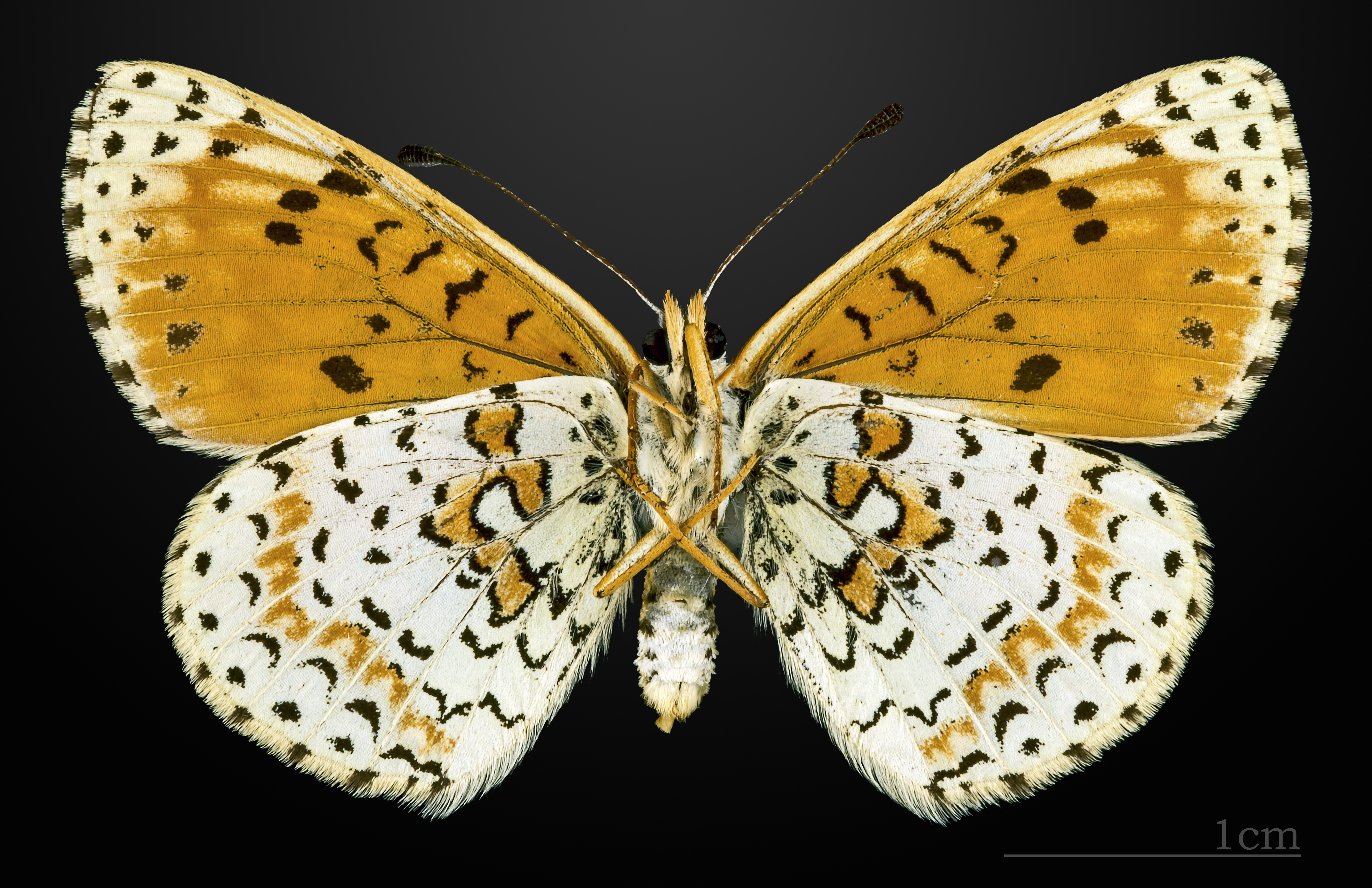
♀ △

## Phân loài
- Melitaea didyma didyma
- Melitaea didyma elavar Fruhstorfer, 1917
- Melitaea didyma kirgisica Bryk, 1940
- Melitaea didyma neera Fischer de Waldheim, 1840
- Melitaea didyma occidentalis Staudinger, 1861
- Melitaea didyma turkestanica Sheljuzhko, 1929
- Melitaea didyma ambra Higgings, 1941

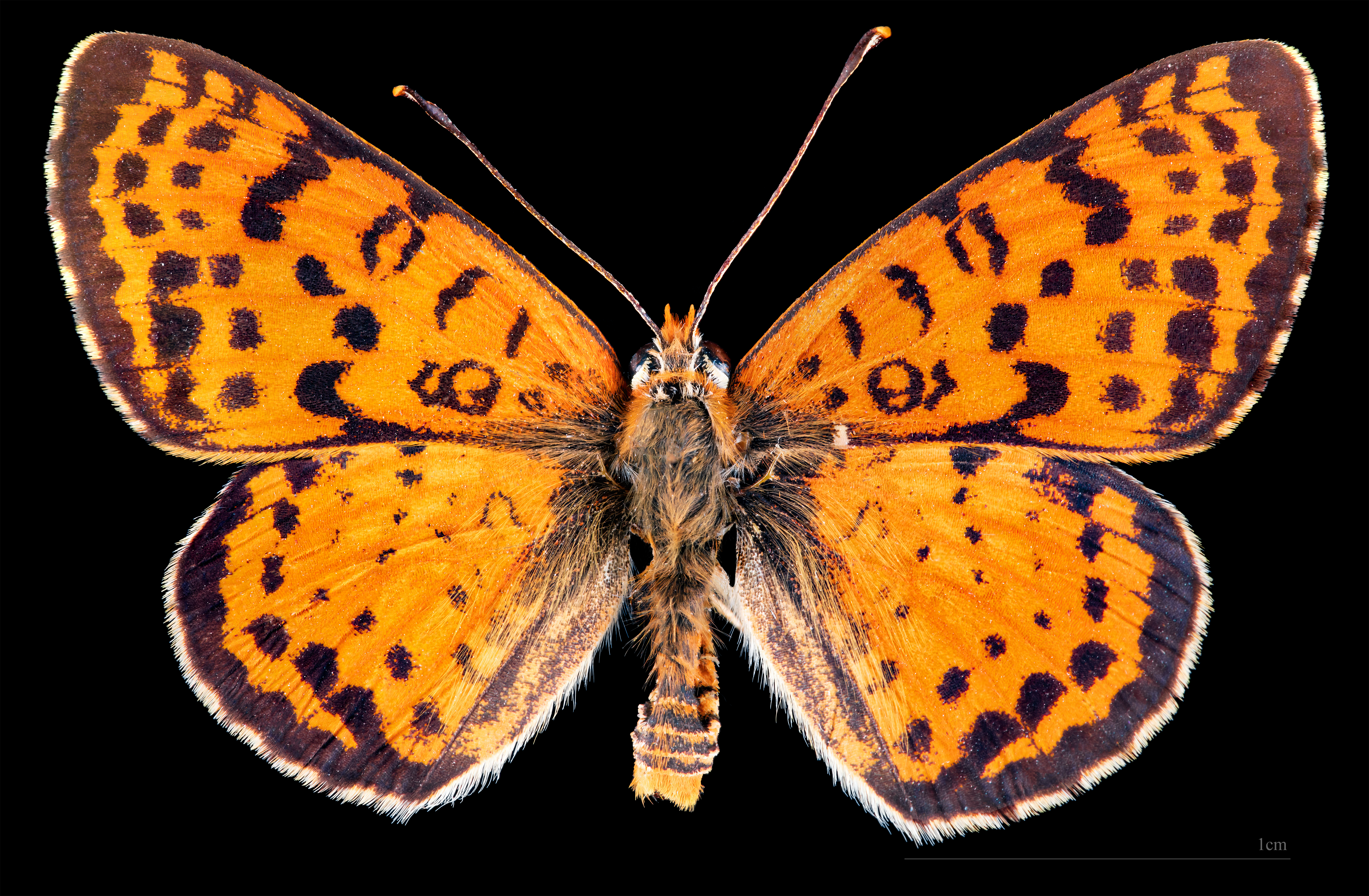
Melitaea didyma occidentalis ♂
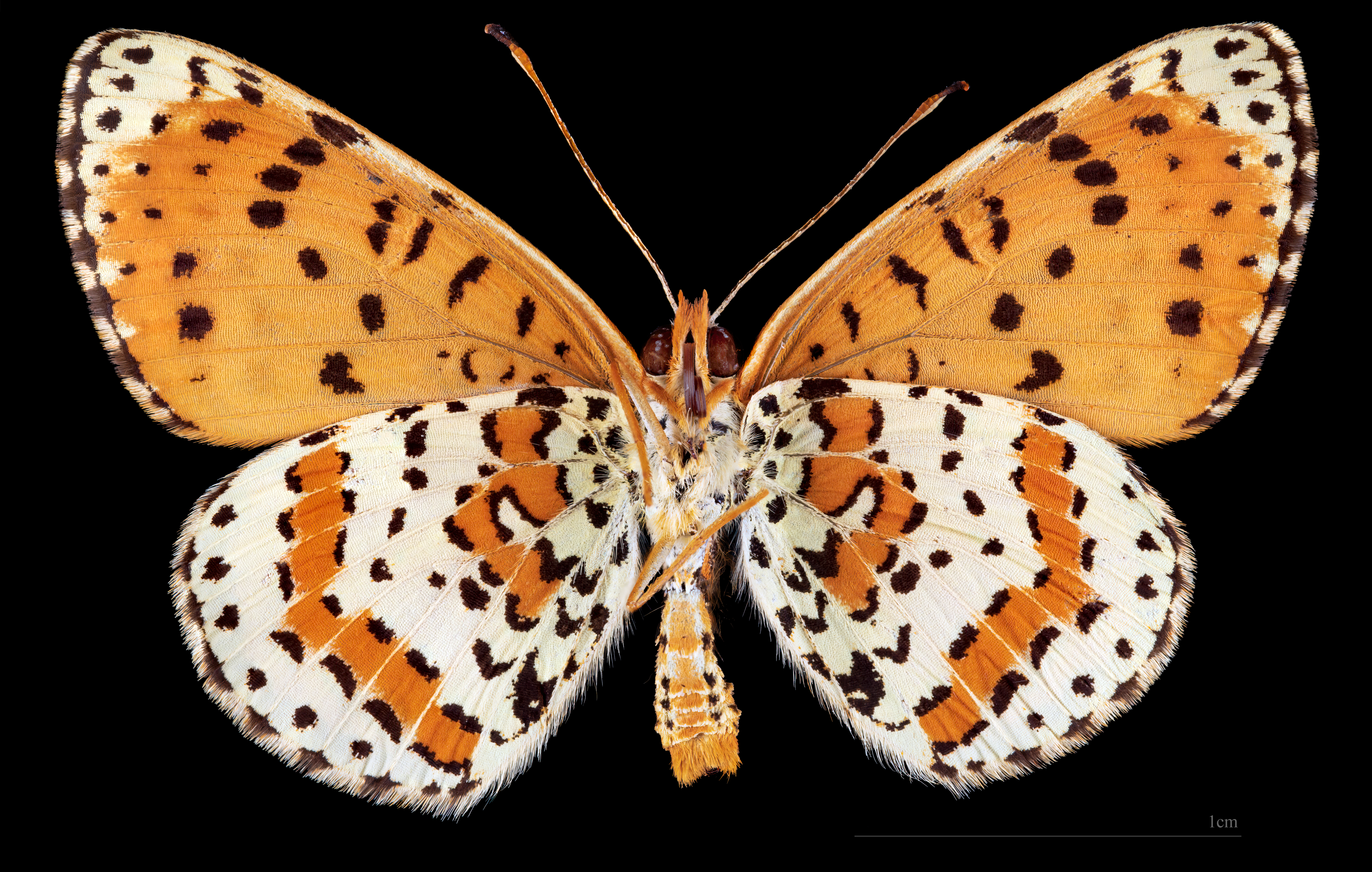
Melitaea didyma occidentalis ♂  △
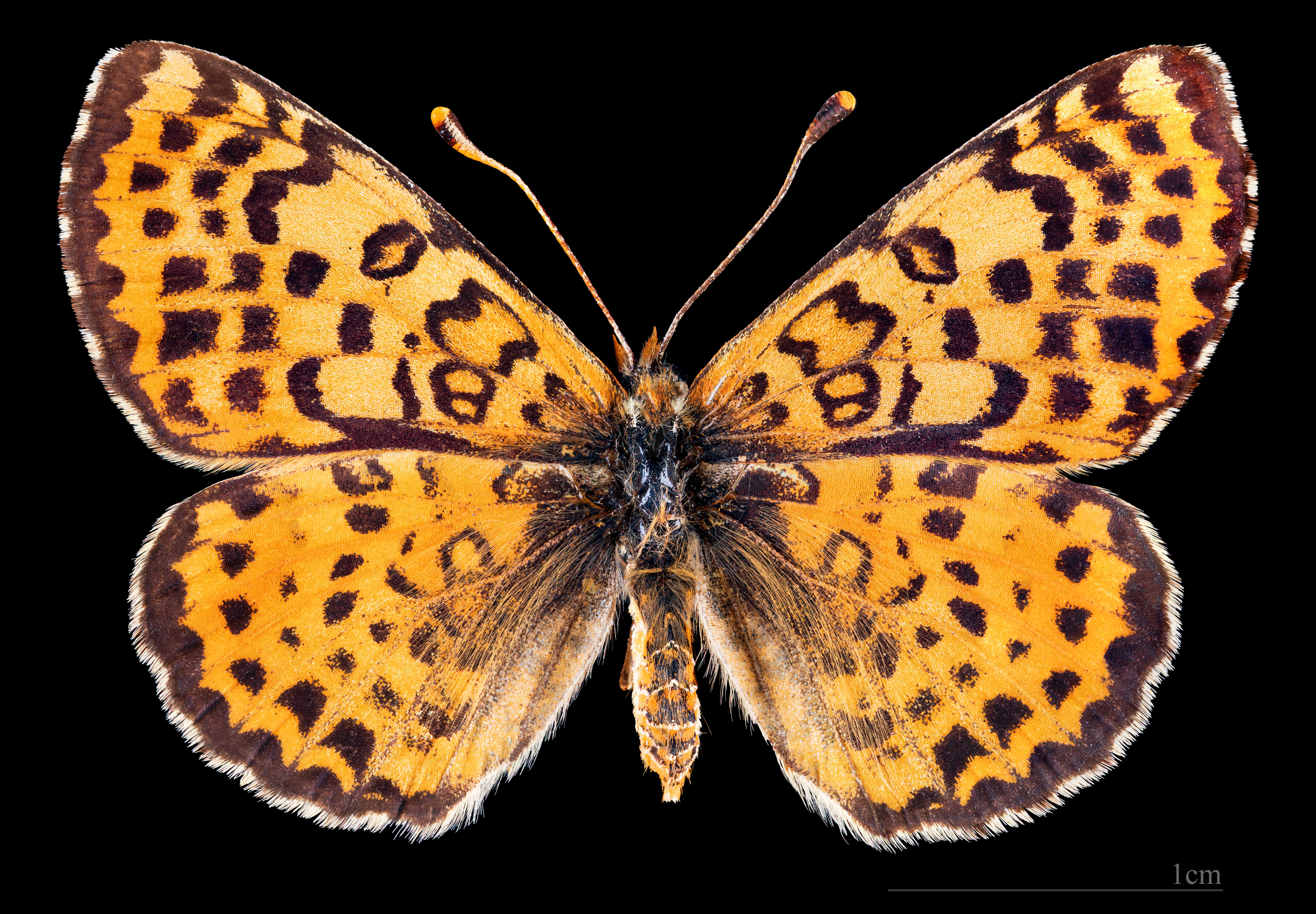
Melitaea didyma occidentalis ♀
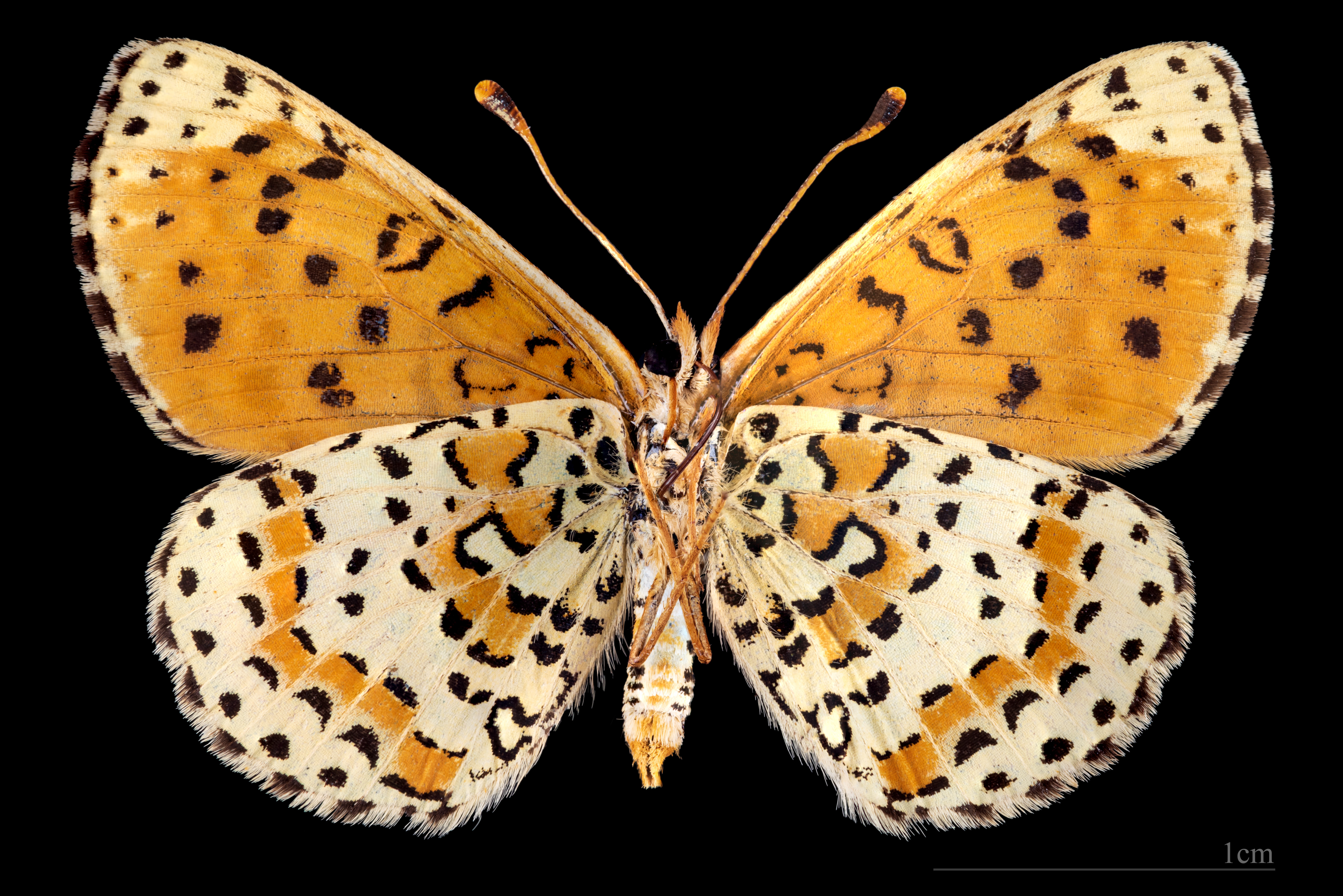
Melitaea didyma occidentalis ♀ △